# Estàtica

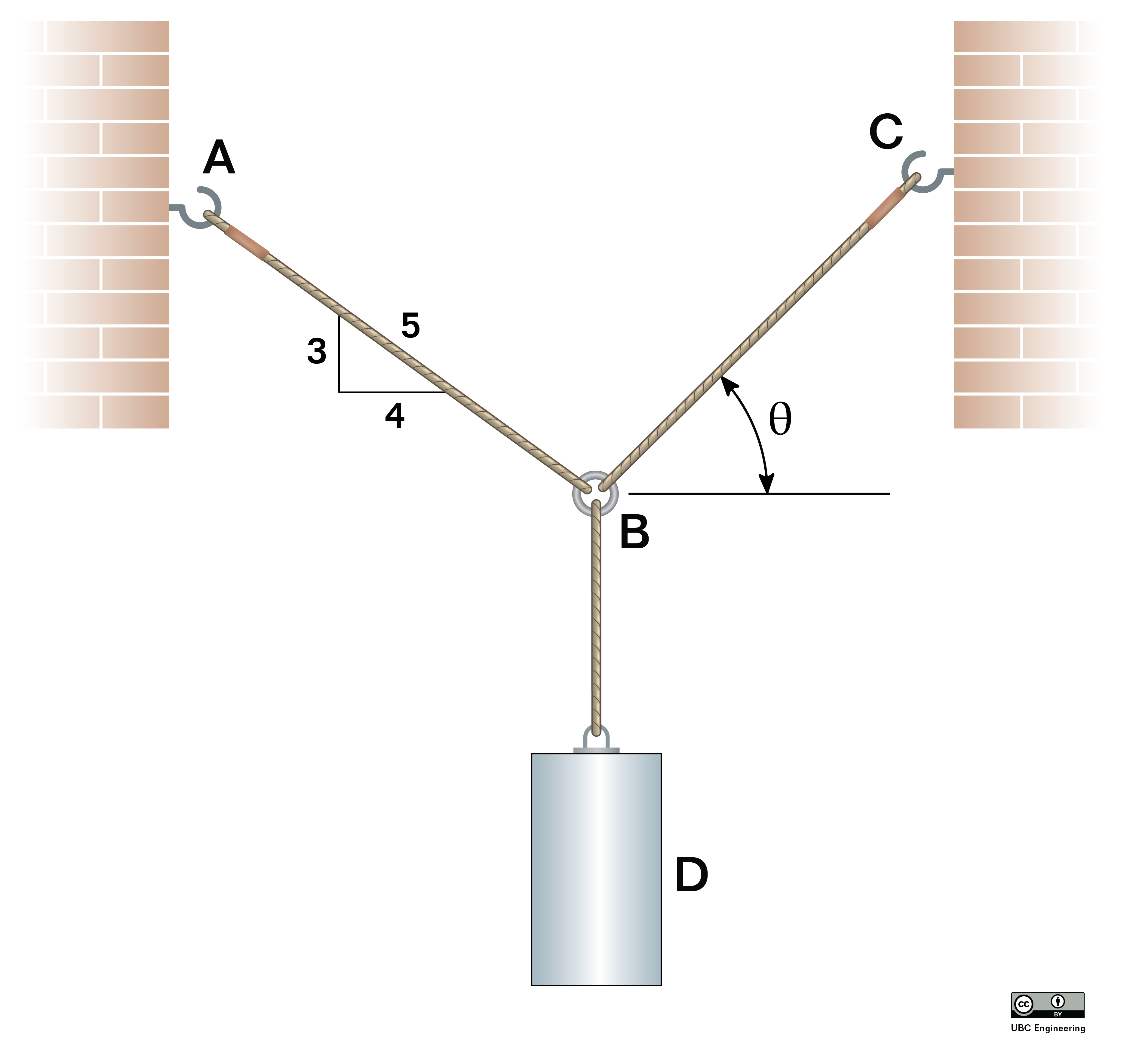
Representació d'un pes suspès

Esquema de forces i moments en un cos en equilibri.

L'estàtica és la part de la mecànica que estudia les condicions d'equilibri d'un sistemes de forces que actua sobre un cos per tal que aquest es mantingui en repòs o en equilibri mecànic, és a dir, en moviment uniforme.
L'estàtica ja va ser estudiada pels antics grecs, especialment en el seu vessant geomètric i en destaca Arquimedes. Més tard seria desenvolupada per Leonardo da Vinci (1452 – 1519), Simon Stevin (1548 – 1620), Galileu (1564 – 1642), D'Alembert (1717 - 1783) i Lagrange (1736 - 1813).
A l'estàtica no actuen o no es consideren les forces externes ni les acceleracions, però sí forces internes com el pes i la força de fregament, per exemple. Així, un objecte pesant col·locat sobre una taula, fa que aquesta rebi l'acció del pes i respongui amb una reacció, (força igual i oposada), que mantindrà l'objecte a sobre (equilibri). Noteu que si el pes fos més gran del que la taula pogués aguantar, aquesta es deformaria o trencaria.
Atès que els principis de l'estàtica són els que regeixen la construcció d'estructures rígides en equilibri, són utilitzats en l'arquitectura i en l'enginyeria. Els camps d'aplicació, abasten des del càlcul d'estructures, (ponts, sostres, tirants, etc.), fins a càrregues estàtiques en murs, comportes, túnels, etc., degudes o no a la contenció de fluids o altres materials, ja siguin aire, aigua, terra o d'altres.